# Yūko Nakazawa
Yūko Nakazawa (中澤 裕子 Nakazawa Yūko?,  19 de junio de 1973) es una cantante de pop japonés y enka y actriz, más conocida como una de los miembros originales del grupo Morning Musume.

## Biografía
Yuko Nakazawa fue una de las cinco finalistas en un concurso de talentos en 1997 que buscaba una nueva ídolo del rock japonés. Después del concurso, el músico y productor, Tsunku le ofreció a Nakazawa y a las otras cuatro concursantes (Natsumi Abe, Kaori Iida, Aya Ishiguro y Asuka Fukuda) la oportunidad de ser tomado bajo su protección con una condición: deben vender 50.000 discos compactos de su canción debut "Ai no Tane" en un plazo de cinco días. El quinteto logra el acuerdo en cuatro días y así nació Morning Musume. El grupo ha crecido desde entonces, siendo este cada vez más popular y es famoso por su línea fluctuante, con los miembros saliendo y uniéndose con frecuencia.
En 1998, poco después de la formación de Morning Musume, Nakazawa comenzó su carrera en solitario, comenzando con canciones de estilo enka. Poco a poco se trasladó a un sonido más pop, pero recientemente ha vuelto a enka con su undécimo single, "Urara". Su trabajo en solitario ha permitido que su voz brille de una manera que rara vez se hizo en Morning Musume, sobre todo cuando ella canta las armonías con sólo una pocas líneas en solitario.
Nakazawa ha sido cantante aparece regularmente en Hello! Project's "Folk Songs". Ella también fue colocado en Akagumi 4 en Hello! Project's 2000 summer shuffles y Pink Puripuri en Hello!Project's 2005 summer shuffles, así como participar en H.P. All Stars junto con la mayoría del resto de Hello! Project en 2004.
Siendo la más antigua de la 1ª generación de Morning Musume, ella tenía 24 años en el momento de formación y casi 28 a la salida del grupo. Nakazawa ocupó el puesto de líder del grupo hasta su graduación el 15 de abril de 2001.
Desde entonces, Nakazawa ha realizado un trabajo en dramas japoneses como Beauty 7 y Home Maker, realizado varias obras de teatro, y continuó en solitario su carrera cantando a un ritmo constante con un éxito razonable. Ella sigue colaborando estrechamente con Morning Musume y organizó su programa semanal Hello! Morning hasta su final a principios de 2007.
Se anunció el 19 de octubre de 2008 por Hello! Project que Nakazawa, junto con el resto de las personas mayores del grupo, se graduarán de Hello!Project el 31 de marzo de 2009. El 1 de febrero de 2009, durante el "Hello Pro Award '09 ~ Elder Club Sotsugyo ~ Kinen Especial" llevado a cabo en Yokohama Arena, Nakazawa pasó su posición de liderazgo en Hello! Project a Ai Takahashi de Morning Musume.
Actualmente participa del grupo de Jpop Dream Morning Musume.

## Discografía

### Álbumes
| #                 | Título                                       | Fecha de lanzamiento    | Puesto | Descripción |
| ----------------- | -------------------------------------------- | ----------------------- | ------ | --- |
| Studio albums     |                                              |                         |        | |
| 1                 | Nakazawa Yūko Dai Isshō (中澤ゆうこ 第一章?) | 12 de diciembre de 1998 | #59    | - Incluye: Karasu no Nyōbō, Odaiba Moonlight Serenade |
| 2                 | Dai Nisshō ~Tsuyogari~ (第二章～強がり～?)   | 22 de julio de 2004     | #31    | - Incluye: Junjō Kōshinkyoku, Shanghai no Kaze, Kuyashi Namida Porori, Futarigurashi, Tokyo Bijin, Get Along with You, Genki no Nai Hi no Komoriuta, Do My Best |
| Folk Songs Series |                                              |                         |        | |
| 1                 | Folk Songs                                   | 29 de noviembre de 2001 | #9     | - Junto con Sayaka Ichii |
| 2                 | Folk Songs 2                                 | 22 de mayo de 2002      | #20    | - Junto con Melon Kinenbi, Rika Ishii y Aya Matsuura |
| 3                 | FS3 Folk Songs 3                             | 23 de octubre de 2002   | #17    | - Junto con Maki Goto y Miki Fujimoto |
| 4                 | FS4 Folk Songs 4                             | 21 de mayo de 2003      | #25    | - Junto con Kei Yasuda, Mari Yaguchi Melon Kinenbi |
| 5                 | FS5 ~Sotsugyō~ (FS5～卒業～?)                | 25 de febrero de 2004   | #36    | - Junto con Natsumi Abe, Kei Yasuda, Maki Goto, Country Musume y Aya Matsuura                                                                                   |
| Otros álbumes     |                                              |                         |        | |
| –                 | Guilty Pleasures 3 (Scott Murphy)            | 3 de diciembre de 2008  | #20    | - Scott Murphy's la cubierta del tercer álbum, con una versión de LOVE Machine con Yuko Nakazawa, Natsumi Abe y Kei Yasuda                                      |
| –                 | Legend                                       | 10 de diciembre de 2008 | #182   | - Álbum recopilatorio |

### Singles
| #  | Título                                                                                 | Fecha de lanzamiento     | Puesto |
| -- | -------------------------------------------------------------------------------------- | ------------------------ | ------ |
| 1  | "Karasu no Nyōbō" (カラスの女房?)                                                      | 5 de octubre de 1998     | #19    |
| 2  | "Odaiba Moonlight Serenade" (お台場ムーンライトセレナーデ?)                            | 2 de diciembre de 1998   | #29    |
| 3  | "Junjō Kōshinkyoku" (純情行進曲?)                                                      | 9 de junio de 1999       | #24    |
| 4  | "Shanghai no Kaze" (上海の風?)                                                         | 12 de julio de 2000      | #18    |
| 5  | "Kuyashi Namida Porori" (悔し涙ぽろり?)                                                | 15 de febrero de 2001    | #13    |
| 6  | "Futari Gurashi" (二人暮し?)                                                           | 1 de agosto de 2001      | #13    |
| 7  | "Tokyo Bijin" (東京美人?)                                                              | 28 de agosto de 2002     | #14    |
| 8  | "Get Along with You"                                                                   | 21 de mayo de 2003       | #30    |
| 9  | "Genki no nai Hi Komoriuta / Nagaragawa no Hare" (元気のない日の子守唄／長良川の晴れ?) | 11 de febrero de 2004    | #42    |
| 10 | "Do My Best"                                                                           | 26 de mayo de 2004       | #52    |
| 11 | "Urara" (うらら?)                                                                      | 27 de septiembre de 2006 | #32    |
| 12 | "Danna-sama" (だんな様?)                                                               | 10 de octubre de 2007    | #57    |

### Videos / DVD
| # | Título                                                                                           | Fecha de lanzamiento    |
| - | ------------------------------------------------------------------------------------------------ | ----------------------- |
| 1 | Folk Days ~Ichii Sayaka with Nakazawa Yuko~ (Folk Days～市井紗耶香with中澤裕子～?)               | 28 de febrero de 2002   |
| 2 | Nakazawa Yuko Singles M Collection 1 (中澤裕子シングルMクリップス①?)                             | 27 de noviembre de 2002 |
| 3 | Shishi wa Mini ga Osuki ~At Studio Dream Maker~ (紳士はミニがお好き！～At Studio Dream Maker～?) | 22 de enero de 2003     |
| 4 | FS3 Live                                                                                         | 26 de febrero de 2003   |

## Actos

### Dramas
| Título                                                                                                  | Fecha de inicio     | Fecha de final      | Canal de televisión |
| Beauty 7 (ビューティ7?)                                                                                 | Julio de 2001       | Septiembre de 2001  | Nippon Television   |
| Mukai Arata no Dōbutsu Nikki ~Aiken Rossinante no Sainan~ (向井荒太の動物日記～愛犬ロシナンテの災難～?) | Enero de 2001       | Marzo de 2001       | Nippon Television   |
| Ginza no Koi (ギンザの恋?)                                                                              | Enero de 2002       | Marzo de 2002       | Nippon Television   |
| Gokusen (ごくせん?)                                                                                     | Abril de 2002       | Junio de 2002       | Nippon Television   |
| Densetsu no Madame (伝説のマダム?)                                                                      | 2003                | 2003                | Nippon Television   |
| Kochira Hon Ikegami Sho (こちら本池上署?)                                                               | Enero de 2004       | Marzo de 2004       | TBS                 |
| Kochira Hon Ikegami Sho (こちら本池上署?)                                                               | Octubre de 2004     | Diciembre de 2004   | TBS                 |
| Kochira Hon Ikegami Sho (こちら本池上署?)                                                               | Junio de 2005       | Septiembre de 2005  | TBS                 |
| Home Maker (ほーむめーかー?)                                                                            | Abril de 2004       | Junio de 2004       | TBS                 |
| Getsuyou Golden (月曜ゴールデン?)                                                                       | 23 de abril de 2007 | 23 de abril de 2007 | TBS                 |

### Espectáculos de variedades
| Título                                                                    | Fecha de inicio      | Fecha de final           | Canal de televisión          |
| Hello! Morning (ハロー!モーニング。?)                                     | Marzo de 2000        | Marzo de 2007            | TV Tokyo                     |
| Idol wo Sagase! (アイドルをさがせ!?)                                      | 5 de enero de 1999   | 28 de diciembre de 1999  | TV Tokyo                     |
| Idol wo Sagase! (アイドルをさがせ!?)                                      | Abril de 2001        | 26 de marzo de 2002      | TV Tokyo                     |
| M no Mokushiroku (Mの黙示録?)                                             | 7 de octubre de 2001 | 28 de septiembre de 2004 | TV Asahi                     |
| Hello Land (ハローランド?)                                                | —                    | —                        | Fuji Television              |
| NHK Junior Special (NHKジュニアスペシャル?)                               | —                    | —                        | NHK                          |
| Osaka Hatsu Genki Dash! Doyah (大阪発元気ダッシュ!Doyah?)                 | 2001                 | 12 de febrero de 2005    | NHK                          |
| Cchu~Nen (っちゅ～ねん!?)                                                 | Abril de 2005        | Marzo de 2006            | Mainichi Broadcasting System |
| Chichin Puipui (ちちんぷいぷい?)                                          | 11 de abril de 2006  | 26 de septiembre de 2006 | Mainichi Broadcasting System |
| Morita Kazuyoshi Hour: Waratte Ii to mo (森田一義アワー 笑っていいとも!?) | Octubre de 2001      | Marzo de 2003            | Fuji Television              |
| Morita Kazuyoshi Hour: Waratte Ii to mo (森田一義アワー 笑っていいとも!?) | 18 de enero de 2005  | 3 de julio de 2006       | Fuji Television              |

### Películas
| Título                                                                          | Lanzamiento             | Personaje              | Compañia     |
| Mini Moni ja Movie: Okashi na Daibōken! (ミニモニ。じゃムービーおかしな大冒険?) | 14 de diciembre de 2002 | Fairy Queen            | Toei Company |
| Tetsujin 28-go (鉄人28号?)                                                      | 19 de marzo de 2005     | Ejima Kana (江島香奈?) | Shochiku     |

### Espectáculos en radio
- Nakazawa Yuko no All Night Nippon Super!
  - Nakazawa Yuko no All Night Nippon Sunday Special → Nakazawa Yuko no All Night Nippon Sunday Super!
- Young Town Douyoubi
- Music Plaza's Kimama ni Classic
- Maji Asa!

### Comerciales
- Elleseine
- Nihon Chouou Keiba
- Oriko card
- Shiseidou City Veil

## Publicaciones

### Photobooks
| Título                                           | Fecha de lanzamiento | Producido por | ISBN               |
| Feather                                          | Agosto de 2001       | Wani Books    | ISBN 4847026713    |
| Watashi ga Omō, Konna Onna (私が思う、こんな女?) | Noviembre de 2001    | Wani Books    | ISBN 4-8470-2739-6 |

### Libros de ensayo
- 2002 – Kaishin (改心?)
- 2003 – Zutto Ushiro Kara Mite Kita (ずっと後ろから見てきた?)